# Xã Boomer, Quận Pottawattamie, Iowa
Xã Boomer (tiếng Anh: Boomer Township) là một xã thuộc quận Pottawattamie, tiểu bang Iowa, Hoa Kỳ. Năm 2010, dân số của xã này là 681 người.